# 藤原朝頼
藤原 朝頼（ふじわら の あさより）は、平安時代中期の貴族。藤原北家勧修寺流、右大臣・藤原定方の子。官位は従四位上・勘解由長官。

## 経歴
左馬頭・弾正大弼・少納言・右近衛少将・左近衛少将・左大弁・左兵衛督を歴任し、従四位上・勘解由長官に至る。同母の兄弟である朝忠・朝成とは違い公卿昇進は叶わなかったが、子孫は勧修寺流として繁栄した。

## 官歴
- 延長3年（925年） 11月20日：見左兵衛佐[1]
- 承平7年（937年） 8月15日：見右近衛少将[2]
- 天慶7年（944年） 5月3日：見左馬頭[2]
- 天慶9年（946年） 10月28日：見山城守[3]

## 系譜
『尊卑分脈』による。
- 父：藤原定方
- 母：藤原山蔭の娘
- 妻：藤原言行の娘
  - 長男：藤原為輔（920-986）